# Point d'accumulation (physique)
Pour l’article homonyme, voir Point d'accumulation (mathématiques).
Dans un système dynamique déterministe, le point d'accumulation est une valeur d'un paramètre qui fait basculer le système d'un état périodique à un état chaotique.
Cette notion a été étudiée par Robert May. Pour un système dont l'évolution d'une année sur l'autre est décrite par
Un+1 = r * Un * (1-Un)
May constata que suivant la valeur de r, plusieurs comportements avaient lieu :
- pour r = 2,7 la suite converge vers 0,6292.
- pour r = 3 la suite oscille entre deux valeurs : le phénomène décrit (une évolution de population, par exemple) a pour période 2.
- pour r = 3,5 la suite oscille entre quatre valeurs : la période a été doublée.
- quand on continue à faire augmenter le paramètre r, la période est doublée de plus en plus rapidement.

Or à une certaine valeur, on n'observe plus de doublement de période, mais uniquement un comportement chaotique. Ce point est le point d'accumulation.
Cependant, le comportement chaotique laisse réapparaître de temps à autre des cycles à période impaire avec de nouveaux dédoublements de période, suivis de périodes de chaos, etc.
Cette notion, après May, fut analysée mathématiquement par James Yorke (en), qui publia dans l'American Mathematical Monthly un article très cité, Period three implies chaos (en référence à la caractéristique de parité des nouvelles périodes surgissant du chaos).

## Référence
James Gleick, La théorie du chaos, Albin Michel  (ISBN 2-08-081219-X), p. 98-104